# Еберхард III фон Епщайн-Кьонигщайн
Еберхард III фон Епщайн-Кьонигщайн (на немски: Eberhard III von Eppenstein-Königstein, * ок. 1425, Кьонигщайн; † между 17 ноември и 24 декември 1466 или 1475, Кьонигщайн, Таунус) е граф на Епщайн и господар на Кьонигщайн.

## Произход
Той е син на Еберхард II, граф на Епщайн и господар на Кьонигщайн († 1443), и съпругата му Анна фон Кронберг (* ок. 1390), дъщеря на рицар Валтер VI фон Кронберг († 1400) и втората му съпруга Елза фон Рункел (* ок. 1397). Внук е на Еберхард I фон Епщайн († 1391) и Луитгард (Лукарда) фон Фалкенщайн († 1391), която е сестра и наследничка на Вернер фон Фалкенщайн († 1418), архиепископ и курфюрст на Трир (1388 – 1418). Брат му Валтер фон Епщайн-Бройберг (* ок. 1421; † 1459/1468) е господар на Ортенберг и Мюнценберг и следва в Хайделберг и Кьолн.
През 1442 г. баща му Еберхард II се отказва от управлението на господството Епщайн-Кьонигщайн и живее накрая в Буцбах.

## Фамилия
Еберхард III се жени през март 1438 г. за графиня Анна фон Насау-Висбаден-Идщайн (* 1421; † 1465), дъщеря на граф Адолф II фон Насау-Висбаден-Идщайн († 1426) и Маргарета фон Баден († 1442). Те имат децата:
- Филип I (ок. 1460 – 1480/1481), граф на Епщайн-Кьонигщайн, женен I. на 23 април 1469 г. за графиня Маргарета фон Вюртемберг (ок. 1454 – 1470), II. пр. 28 ноември 1473 г. за Луиза фон Марк (* ок. 1440/1454; † 1524)
- Анна фон Епщайн († 9 април 1483), омъжена на 5 февруари 1476 г. за граф Райнхард I фон Лайнинген-Вестербург (1453 – 1522)
- Герхард
- Маргарета фон Епщайн († 27 октомври 1463), омъжена на 7 юни 1460 г. за граф Филип II фон Ринек Млади (1427/1429 – 1497)